# Conchita Martínez
Inmaculada Concepción „Conchita” Martínez Bernat (n. 16 aprilie 1972) este o fostă jucătoare profesionistă spaniolă de tenis. A fost prima jucătoare spaniolă care a câștigat titlul de simplu feminin la Wimbledon, unde a învins-o pe Martina Navratilova în finala din 1994. Martínez a fost, de asemenea, finalistă la Australian Open 1998 și French Open 2000. Cea mai înaltă poziție în clasamentul WTA la simplu a fost locul 2 mondial în octombrie 1995. A încheiat sezonul în Top 10 timp de nouă ani. Martínez a câștigat 33 de titluri la simplu și 13 la dublu în timpul carierei sale de 18 ani, precum și trei medalii olimpice. Ea a fost inclusă în Internațional Tenis Hall of Fame în 2020.